# Congresso Ação da Nigéria
O Congresso Ação da Nigéria (em inglês: Action Congress of Nigeria), também conhecido pelo acrônimo ACN, foi um partido político nigeriano formado através da fusão dos partidos Aliança pela Democracia, o Partido da Justiça, o Congresso dos Democratas Avançados e outros partidos políticos minoritários em setembro de 2006, sediado na cidade de Lagos, antiga capital da Nigéria.
Em fevereiro de 2013, o partido decidiu por fundir-se com o Congresso para a Mudança Progressista, o Partido de Todos os Povos da Nigéria e uma ala da Grande Aliança de Todos os Progressistas para formar o Congresso de Todos os Progressistas, atualmente um dos dois partidos políticos majoritários da política nigeriana no período da Quarta República.

## Histórico
Em seus primórdios, o ACN foi considerado um sucessor natural de políticas progressistas originalmente defendidas pelo Grupo Ação e pelo Partido da Unidade da Nigéria (UPN), ambos liderados pelo Chefe Obafemi Awolowo durante a Primeira e Segunda Repúblicas, respectivamente. Entretanto, com o passar dos anos, críticas internas sobre um método de ação política menos ideológica e mais pragmática por parte de seus filiados eleitos acabaram por desfazer essa percepção inicial. 
O ACN contou com forte presença política nas regiões sudoeste (5 governadores, 15 senadores e controle sobre 6 assembleias estaduais), centro-oeste (1 governador) e centro-norte (3 senadores) da Nigéria. Os estados de Lagos, Edo, Equiti, Kogi, Ondô, Bauchi, Plateau, Níger, Adamawa, Oió e Oxum representavam de longe as principais bases eleitorais do ACN a nível nacional.

## Resultados eleitorais

### Eleições presidenciais
| Eleição | Candidato      | Votos válidos | %     | Posição | Situação   |
| ------- | -------------- | ------------- | ----- | ------- | ---------- |
| 2007    | Atiku Abubakar | 2 637 848     | 7,45% | 3.º     | Não eleito |
| 2011    | Nuhu Ribadu    | 2 079 151     | 5,44% | 3.º     | Não eleito |

### Eleições legislativas
| Eleição | Senado da Nigéria     | Senado da Nigéria     | Senado da Nigéria | Senado da Nigéria | Câmara dos Representantes | Câmara dos Representantes | Câmara dos Representantes | Câmara dos Representantes |
| Eleição | Votos válidos         | %                     | Assentos          | +/-               | Votos válidos             | %                         | Assentos                  | +/-                       |
| ------- | --------------------- | --------------------- | ----------------- | ----------------- | ------------------------- | ------------------------- | ------------------------- | ------------------------- |
| 2007    | Dados não encontrados | Dados não encontrados | 6 / 109           | Novo              | Dados não encontrados     | Dados não encontrados     | 32 / 360                  | Novo                      |
| 2011    | 5 141 856             | 17,98%                | 18 / 109          | 12                | 5 141 856                 | 17,98%                    | 69 / 360                  | 37                        |